# Spaltläder
Spaltläder framställs genom att man maskinellt spaltar hudar i två eller tre lager före garvningen, varvid lädret delas i en ”köttspalt”, en ”narvspalt” och eventuellt en mittspalt. Beteckningen ”spalt” används mest för vegetabiliskt garvat läder, som är tillverkat av köttspalt, och som kan färdigprepareras på olika sätt. 

## Egenskaper
Spalt skiljer sig från annat läder genom att det inte har någon verklig narv. Detta försöker man ibland ersätta genom behandling med lack eller annan massa på den ena sidan, vilket ofta ger en påfallande likhet med narvläder. Genom att betrakta ett tvärsnitt av lädret i mikroskop kan skillnaden noteras då hudvävnaden närmast narven alltid är betydligt tätare och finare än längre ner i läderhuden.

## Användning
Spalt används som ersättning för annat läder på många av lädrets användningsområden för tillverkning av billigare varor.
Vid sämskgarvning bortspaltas ibland narven från fårskinn och garvas under beteckningen spalt för bokband i motsats till hudar, där spalt alltid betecknar köttsidan.